# 暗黒の知識のパピルス
『暗黒の知識のパピルス』（あんこくのちしきのパピルス、原題：英: Papyrus of the Dark Wisdom）は、アメリカ合衆国の小説家リン・カーターによる短編小説。クトゥルフ神話の1つで、「エイボンの書の第三部を翻訳したもの」という体裁の、論文調の作品。クラーク・アシュトン・スミスが構想していたが書かなかった物を、リン・カーターが書いたものである。第1章のみ1984年、残りが1988年に発表された。
カーターは生前『エイボンの書』を再現しようと考えてたが実現できず、没後にプライスが引き継いで、その中に本作を織り込んだ。もともとスミスは要約版を『ウボ＝サスラ』に組み込んでおり、本作が実書籍「エイボンの書」に納められることで虚実が入り混じることになった。
また、これで全部ではない、という体裁をとっている。エイボンの書をノルマンフランス語から英語に翻訳したうちの公開できる部分と称しており、残りの翻訳は未完成とされている。

## 内容
『エイボンの書』の一部（第三章）を再現したという体裁で、論文風の文体で書かれている。またノルマンフランス語版を英語に翻訳したという体裁であるため、原書からは遠ざかっているだろうことが示唆されている。
現実の観点からは、ラヴクラフトの『狂気の山脈にて』にて言及される、真実の地球史と重複・補足する内容である。そしてラヴクラフトの地球年代記は「ネクロノミコン」に書かれているという体裁なので、本作品は地球年代記のもう一つのデータソースという位置づけとなる。ネクロノミコンのラヴクラフト年代記はラヴクラフト神話であるが、本年代記はスミス神話を取り込んで「体系化したクトゥルフ神話」である。
対してクトゥルフ神話世界内の観点からは、ネクロノミコンの元ネタかもしれないという内容となっている。アブドゥル・アルハザードは「エイボンの書」を読んだうえで故意に削除してアル・アジフ（ネクロノミコン）を記した可能性が推測されており、アルハザードの知識の源泉である可能性があるようになっている。
冒頭にて、「9つの地球外種族」について語ることがあらかじめ述べられている。全文ではなく残りの部分は翻訳難のため発表できていないという設定になっており、公開部分6節にて構成されている。
1：始まりのない源
地球最古の生命であるオールド・ワン、ウボ＝サスラと、分裂体の原始生命について。『深淵への降下』のハオン＝ドルについても言及がある。
記述に矛盾があることに、翻訳者カーター自身が指摘するというメタ的な試みが行われており、長い年月をかけて文章が変質している可能性が強調されている。
2：極地のもの
9つの地球外種族、最初の一つ。極地のものThe Polar Ones、外宇宙からやって来たウミユリ種族。
南極に都市を築き、またウボ＝サスラの細胞からショゴスを作り出す。地球の生命は、ショゴスから派生したもの。
3：先住種族
9つの地球外種族の第二。先住種族The Elder Being、空飛ぶポリプ状生物。
台頭してきた円錐体生物を、捕食して生活していた。極地のものと地球での支配権を争い、敗れた。
4：イスの偉大なる種族、5：記録の都市
9つの地球外種族の第三。精神生命体イスの偉大なる種族。イスの星から精神体を投影することで、地球の円錐体生物の体を奪い取る形でやって来た。
先住種族vs偉大なる種族の争いが勃発し、先住種族を地底へと追いやり、偉大なる種族が大都市ナコトゥスを建造する。偉大なる種族は極地のものと争い、やがて海洋を極地のものが支配し、若い大陸を偉大なる種族が統治するようになる。
6：クトゥルフの来訪
9つの地球外種族の第四。外宇宙からオールド・ワン、クトゥルフの種族が侵略してくる。
クトゥルフの従者が、「超星間頭足類」「深きもの」と表現されている。翻訳者カーターは、この「宇宙八本足」が何なのかまるで見当がつかないと述べ、宇宙由来のタコ生物と、おそらく地球由来の魚類・蛙・深きものの関連解釈に頭を悩ませている。
地球は3種族によって3分割され、南極を極地のものが、オーストラリアを偉大なる種族が、ムー大陸を侵略者どもが領有することとなる。

## 収録
- 『エイボンの書 クトゥルフ神話カルトブック』新紀元社

## 関連作品
- 狂気の山脈にて - ラヴクラフト作品。ネクロノミコンに記された地球史。
- ウボ＝サスラ - スミス作品。『暗黒の知識のパピルス』の要約版が挿入されており、また「エイボンの書」が「ネクロノミコン」の知識の源泉である可能性が示唆されている。
- 陳列室の恐怖 - カーター作品。諸設定が共通する。また、カーターは本設定などをベースに「カーター版のネクロノミコン」も作っている。